# 70式自走浮橋
70式自走浮橋（ななまるしきじそうふきょう）は、陸上自衛隊の渡河用機材。施設科に配備されていた。

## 概要
陸上自衛隊初の浮橋として開発された。水陸両用車を橋体とし、連結して浮橋として機能する。1970年（昭和45年）に制式化され、当時開発が行われていた74式戦車を渡河させることを目的としていた。そのため、渡河上限重量は約38tとなっており、その後開発された90式戦車（重量約50t）は渡河することができず、後継として92式浮橋（渡河上限重量約60t）などが開発されている。
水陸両用車としての機能があり、陸上を車輪走行するほか、水上はプロペラ推進を行う。水上航行のため、錨も搭載されている。1両の推定価格は約1億8千万円。

## 運用
10両を1セットとして運用される。車体上部にフロートがあり、水上姿勢に移行する際はそれをヒンジ式に車体左右へ下ろして装着する。水面への進入後、各車両間を車載のクレーンで車体横方向で結合し、浮橋となる。設置にかかる時間は昼間で約1時間以内とされ、1セットで91mの橋を設置できる。
2-3両で結合し、浮橋ではなく門橋として使用することも可能である。貨物を積載し、そのまま岸から岸へと渡河できる。

## 諸元・性能
- 全長：約11,400mm[1]
- 全幅：約2,800mm（陸上姿勢）約5,400mm（水中姿勢）[1]
- 全高：約3,500mm（陸上姿勢）[1]
- 全備重量：約24,000kg[1]
- 最高速度：50km/h（陸上）12km/h（水中）[1]
- 乗車定員：4名[1]
- 浮橋床幅：約3,900mm[1]
- 橋節長：約8,500mm[1]

## 製作
- 日立製作所[1]

## 登場作品

### 漫画
『ゲート 自衛隊 彼の地にて、斯く戦えり』
自衛隊が特地に持ち込んだ装備の一つとして登場。炎龍退治に向かう部隊の支援に出動し、河に展開して各種車両を向こう岸へ渡らせた。

### 小説
『超空自衛隊』
オーストラリアへ災害派遣に向かう途中で、第二次世界大戦時にタイムスリップしてしまった、陸上自衛隊施設科部隊の装備として登場。水陸両用車としての性質を利用し、大砲を積んで強襲揚陸に使用される。